# 14919 Robertohaver
14919 Robertohaver eller 1994 PG är en asteroid i huvudbältet som upptäcktes den 6 augusti 1994 av de båda italienska astronomerna Andrea Boattini och Maura Tombelli vid San Marcello-observatoriet. Den är uppkallad efter den italienska amatörastronomen Roberto Haver.